# Sorbonne(s) Nouvelles
Pour l’article ayant un titre homophone, voir Sorbonne nouvelle.
Sorbonne(s) Nouvelles, en abrégé S(s)N, était un journal étudiant créé à la suite des mouvements étudiants de contestation du projet de loi Devaquet en 1986. Il a été fondé par Benoît de L'Estoile. Le premier numéro a été publié le 2 décembre 1986, le dernier numéro (no 80) en octobre 2004.

## Présentation
Sorbonne(s) Nouvelles était un journal fait par les étudiants pour les étudiants. Ses rédacteurs venaient des quatre universités ayant des locaux à la Sorbonne : universités Paris I, III, IV et V.
Imprimé en noir et blanc, il paraissait alternativement sur 24 pages et 8 pages. Certaines numéros rendant compte d'une actualité brûlante comme les manifestations étudiantes pendant les grèves de 1995 en France ont été publiés quotidiennement sur des feuilles A4 recto verso. Le journal était vendu à la criée sur les sites des universités et par abonnement.
D'un point de vue juridique, Sorbonne(s) Nouvelles était une association de type loi 1901. En tant qu'association, elle a contribué à la vie étudiante sur les différents sites de la Sorbonne et a régulièrement participé au Forum des associations étudiantes.
En 1996, Sorbonne(s) Nouvelles a publié une interview du ministre de l'Éducation nationale, de l'Enseignement supérieur et de la Recherche de l'époque, François Bayrou.
En 2000, Sorbonne(s) Nouvelles a reçu le prix spécial du jury de la Fondation Varenne[réf. à confirmer].
Sorbonne(s) Nouvelles a reçu également de nombreux prix au festival de la presse jeune Scoop en Stock organisé par l'association Jets d'encre (ex J-Presse).
En 2001 Sorbonne(s) Nouvelles a été membre du jury du Prix Étudiant du Livre politique.
Sorbonne(s) Nouvelles a vu certaines de ces informations reprises dans la presse nationale, par exemple dans Libération sur la multiplication des examens dans les universités. Il a également été cité dans Le Monde de l'éducation et dans Libération pour les opinions politiques de ses rédacteurs, et dans d'autres journaux étudiants,.
Sorbonne(s) Nouvelles a connu une activité croissante et régulière jusqu'à la fin des années 1990. Sa parution s'est arrêtée fin 2004, souffrant notamment de la concurrence apparue en 2002 de la presse diffusée gratuitement. La suspension du titre a été décidée en assemblée générale en janvier 2005.
En octobre 2010, l'intégralité des publications de Sorbonne(s) Nouvelles a été versée au fonds d'archives Sorbonne(s) Nouvelles créé à la Cité des Mémoires étudiantes.